# Le Ranch Diavolo
Pour les articles homonymes, voir Diavolo (homonymie).
Pour plus de détails, voir Fiche technique et Distribution.
Le Ranch Diavolo (Straight Shooting) est un film américain réalisé par John Ford, sorti en 1917.

## Synopsis
Cheyenne Harry défend des fermiers que le propriétaire de ranch Thunder Flint veut chasser...

## Fiche technique
- Titre original : Straight Shooting
- Titre français : Le Ranch Diavolo
- Réalisation : John Ford
- Scénario : George Hively
- Photographie : George Scott
- Société de production : The Universal Film Manufacturing Company
- Société de distribution : The Universal Film Manufacturing Company
- Pays de production :  États-Unis
- Langue : anglais
- Format : Noir et blanc - 35 mm - Film muet
- Genre : western
- Durée : 67 minutes (5 bobines)
- Date de sortie :
  - États-Unis : 27 août 1917

## Distribution
- Harry Carey : Cheyenne Harry
- Duke R. Lee : Thunder Flint
- George Berrell : Sweet Water Sims
- Molly Malone : Joan Sims
- Ted Brooks : Ted Sims
- Hoot Gibson : Danny Morgan (credits)/Sam Turner (titles)
- Milton Brown : Black-Eyed Pete
- Vester Pegg : Placer Fremont

## Autour du film
- C'est le premier film de Ford à avoir survécu, le sixième de sa filmographie. Il était considéré comme perdu jusqu'à la découverte d'une copie aux Archives cinématographiques de Tchécoslovaquie.
- C'est le premier film de Ford d'une longueur importante (5 bobines).
- Ford a 22 ans lorsqu'il tourne le film et l'on peut déjà remarquer son goût pour les grands paysages. Le visage d'Harry Carey traité avec un système de cache pour en forcer les traits et augmenter son intensité, est typique des personnages fordiens.
- Un plan tourné à travers une porte ouverte, annonce l'ouverture et la fin de La Prisonnière du désert.